# 월동투쟁

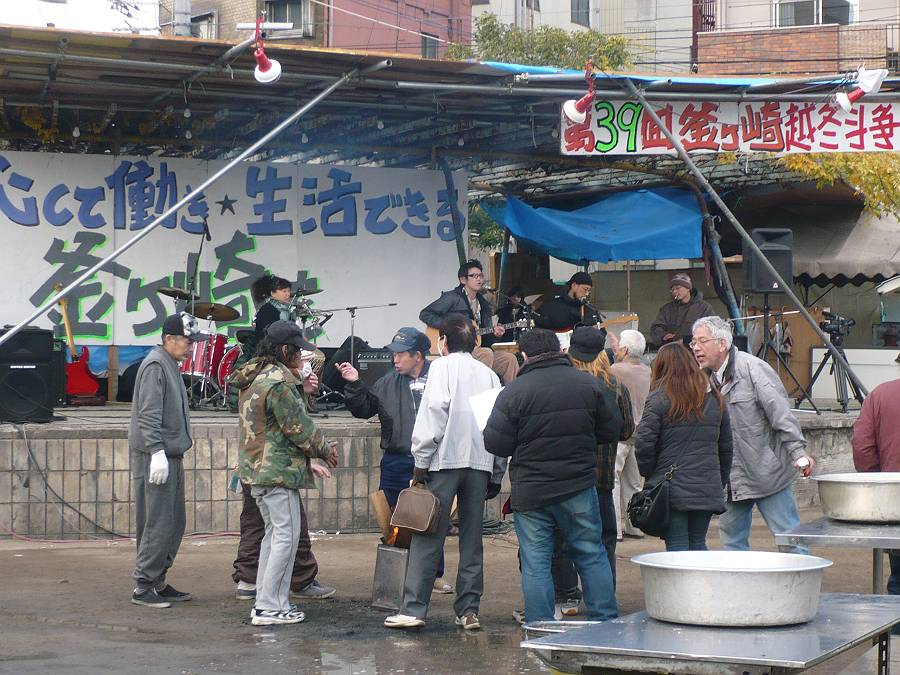
제39회 카마가사키 월동투쟁(2009년).

월동투쟁(일본어: 越冬闘争 엣토토소[*])이란 일본의 달방촌(ドヤ街)의 일용직 노동자들이 연말연시의 휴일을 살아남기 위해 벌이는 각종 활동이다.
일본에서 연말연시는 많은 기업에서 휴일로 설정하고 있는데, 일용직 노동자들은 그 동안 일감이 모두 사라지기 때문에 사활이 걸린 보릿고개를 겪게 된다. 그 대책으로 행정측에서 일용직 노동자들에게 연말 일시금을 지급하거나, 자선단체가 배식을 하거나 한다. 월동투쟁은 궁민혁명론의 영향을 받은 일본 신좌파의 활동으로서, 이러한 연말시국에 “한 명의 사망자도 내지 말자”는 표어를 내걸고 배식을 통해 일용노동자의 단결을 촉구하고 자기 정파로 조직화하는 것이다. 배식활동, 떡메치기 등 각종 이벤트 개최, 동사자 발생을 막기 위한 의료활동, 알선업자 및 그 배후의 야쿠자를 규탄하는 정치집회, 야쿠자와 우익의 습격을 방어하기 위한 경비활동 등의 활동들이 이루어진다.
일용직 노동자는 공산주의 교조에서 말하는 소위 룸펜프롤레타리아트이기 때문에, 기성좌익의 조직화 대상에서 제외되는 경우가 많다. 신좌파에서는 틈새 개척의 의미를 겸하여 일용직 노동자들의 지지를 얻고자 한다.
다른 곳들에서는 거의 사라져 버린 신좌파 선동 삐라가 달방촌에는 여전히 붙어 있는 것은, 이들이 월동투쟁으로 달방촌에 침투하고 있기 때문이다.

## 참고 문헌
- 青木秀男『寄せ場労働者の生と死』明石書店、1989年